# Лазарице
Лазарице, такође познат по свом бугарском имену Лазаруване (буг. Лазаруване), је јужнословенски традиционални ритуал током Лазареве суботе, дан пре Цветих. Историчари и антрополози сматрају да су Лазарице настале из римског празника Розалије, популаризованог у југоисточној Европи од стране Римљана након освајања Балкана у 2. веку п. н. е.
Девојка која никада није учествовала у ритуалу не може се удати или верити.
Ритуал изводе младе девојке (обично од 16 година које су неудате), које се зову лазарки. Девојке богато и шарено украшавају косу (најчешће венцима од цвећа) и плешу по селу певајући песме. Застају од куће до куће, изводе песме и благосиљају домове, примају мале поклоне и храну од домаћина, обично мушкараца. Састају се поред реке, где спуштају своје венце. Кажу да ће се прва удати девојка чији ловор први преузме вођство.
Традиционално, лазарке би имале око 14 година, али постоје регионалне разлике. То се више не практикује у великим градовима у којима живи много људи, и има тенденцију да се одржава у животу у мањим селима — барем оним у којима су младе девојке. 